# Ceratolana papuae
Ceratolana papuae är en kräftdjursart som beskrevs av Bowman 1977. Ceratolana papuae ingår i släktet Ceratolana och familjen Cirolanidae. Inga underarter finns listade i Catalogue of Life.